# Withalshoningeter
De withalshoningeter (Phylidonyris niger) is een zangvogel uit de familie Meliphagidae (honingeters).

## Verspreiding en leefgebied
Deze soort is endemisch in Australië en telt twee ondersoorten:
- P. n. niger: oostelijk Australië.
- P. n. gouldii: zuidwestelijk Australië.

## Status
De grootte van de populatie is niet gekwantificeerd maar de soort wordt omschreven als algemeen. Op de Rode lijst van de IUCN heeft deze soort de status niet bedreigd.